# جوزيف فافر

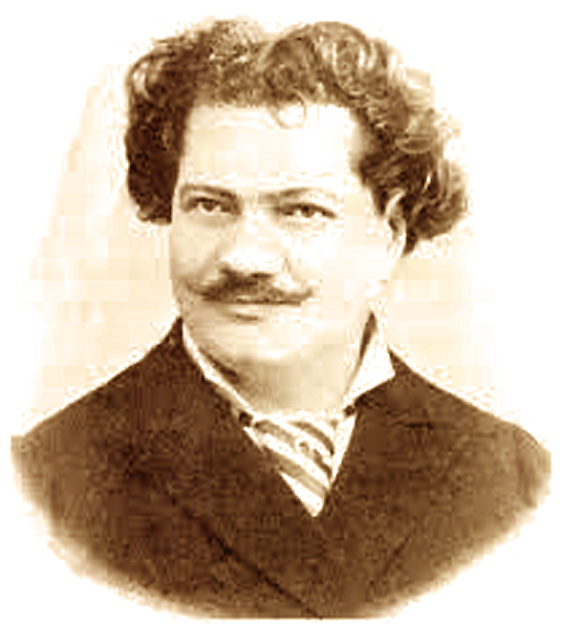

جوزيف فافر (17 فبراير 1849 - 17 فبراير 1903) هو شيف سويسري كان معروفًا بمجموعته الأربعة من (قاموس العالمي للمطبخ العملي (بالفرنسية: Dictionnaire universel de cuisine pratiqu). عندما كان شابًا، قاتل مع غاريبالدي، وأصبح لاسلطويًا، ثم تبنى اشتراكية أكثر اعتدالًا. قام بتأسيس مجلة طهاة ومسابقات طبخ برعاية وإطلاق نقابة طهاة. كان واحدًا من الطهاة العظماء في تلك الفترة.

## السنوات المبكرة
ولد جوزيف فافر في 17 فبراير 1849 في فيكس، في كانتون فاليه في سويسرا. هو كان الطفل غير الشرعي لفيكتور لوبلان، كاهن كاثوليكي، ومادلين كوينودوكس. كان يتامى عندما كان طفلا صغيرا وتلقى التعليم الابتدائي فقط. أقامه محام محلي وأخبره أنه بسبب أصوله المتواضعة، كان عليه أن يختار بين أن يصبح كاهنًا أو يتعلم تجارة يدوية. عندما كان يبلغ من العمر 14 عامًا، تم إرساله كطباخ مبتدئ إلى عائلة أرستقراطية في سيون، عاصمة فاليه. بعد تدريبه على ثلاث سنوات، انتقل إلى جنيف للعمل في فندق متروبول، وفي الوقت نفسه درس دروس العلوم في جامعة جنيف.
كان فافر طموحًا ليصبح رئيس الطهاة. في عام 1866، ذهب إلى باريس لتوسيع خبرته. كان يعمل في مطعم La Milanese، وهو مطعم شهير في شارع الإيطاليين des Italiens، ثم إلى مايسون شيفيت Maison Chevet، وهو معلم ومطعم باريسي معروف. في صيف عام 1867، ذهب إلى مطعم شيفيت كورسال Chevet's Kursaal في فيسبادن، وهو أحد أفضل المطاعم في أوروبا. عمل خلال العامين التاليين في تافيرن أنجليز في باريس، في فندق رويال، ومطعم هامبورغ في لندن، وبعد عودته إلى باريس في فندق دي باده، ومقهى دي لا بيه، ومن ثم مقهى ريش تحت اتجاه لويس بيغنون (1816-1906).

## ناشط سياسي

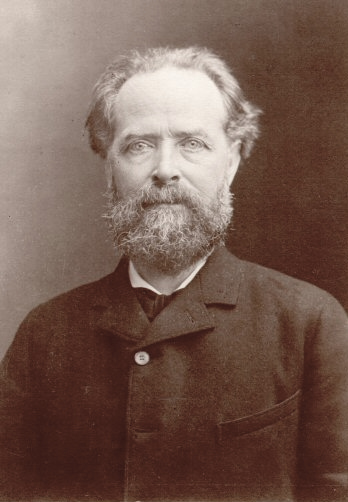
إليسيه ريكلوس، لاسلطوي، وجغرافي، وصديق فافر.

بدأت الحرب الفرنسية البروسية في يوليو عام 1870. تم تجنيد جوزيف فافر في جيش جوزيبي غاريبالدي من الفوج. بعد أن جاء السلام في عام 1871، بدأ فافر روتينًا حيث عمل في الفنادق في الموسم، ثم أمضى فصل الشتاء في جنيف، حيث حضر دورات في الجامعة كمستمع حر. من عام 1873 حتى عام 1879، عمل في عدد من المطاعم والفنادق الفاخرة في أنحاء مختلفة من سويسرا. اختلط في الدوائر الأناركية والاشتراكية وأصبح صديقا لإليسي ريكلوس، آرثر أرنولد، جول جوسدي، وغوستاف كوربيه. كوربت رسم صورة فافر.
انضم فافر إلى رابطة العمال الدولية (IWA - غالباً ما يطلق عليها الدولي أولاً (International First). في عام 1874، بينما كان يعمل في كلارينس، كان عضوا في قسم IWA من فيفي جنبا إلى جنب مع ريكلوس Reclus، صموئيل روسير، وتشارلز بيرون. في عام 1875، كان رئيس الطهاة في فندق Hôtel du Parc في لوغانو، في كانتون تيسينو الناطق باللغة الإيطالية. جيوسيبي نبروزي، شقيق الأناركي لودوفيكو نابروزي، عمل هناك أيضًا. في عام 1875، أسس فافر، لودوفيكو نابروزي، وتيتو زانارديلي مجلة لاجيتاتور L'Agitatore. ظهرت خمسة أرقام بين 20 أغسطس و 20 أكتوبر 1875. في نوفمبر 1875، أسس هؤلاء الثلاثة وبنوت مالون القسم الأممي لبحيرة لوغانو. لقد رفضوا التمرد لصالح الحلول التطورية، ودعموا النقابات العمالية. المقالات التي كتبها فافر، مالون، زانارديللي، ناتالي إمبيراتوري، وآخرون ظهروا في كتاب المليشيات الشعبية عام 1876 (1876)، حيث عارضوا الانتفاضة اللاسلطوية.
في شتاء 1875-76، أعد فافر عشاءً لميخائيل باكونين، وإريكو مالاتيستا، وريكلوس، ومالون، وغيرهم، كما وصفه في قاموس الطبخ الخاص به، والذي أنشأ فيه وصفة بودنغ «سلفاتور». كانت الغرفة مليئة بدخان التبغ التركي، وكان على فافر فتح النوافذ في الطقس البارد. كانت المجموعة سيئة التباين، مع وجهات نظر سياسية مختلفة، وشاربي النبيذ والشراب والممتنعين، والنباتيين والمتذوقين، ولكن يمكن للجميع أن نتفق على أن بودنغ كان رائعا. في مارس 1876، انفصل قسم لوغانو في نهاية المطاف مع اللاسلطويين. في فبراير 1877، لعب فافر دورا نشطا في المؤتمر الثاني لل  FAIAIL، حيث تحدث عدة مرات لصالح المشاركة في الانتخابات البرلمانية. في نهاية عام 1877، كان فافر يعمل في بيكس. مالون، سيزار دي بابي، إيبوليتو بيردوزولي Ippolito Perderzolli، وشارك في تأسيس المراجعة الاشتراكية التقدمية Le Socialisme progressif. ظهرت ثلاث وعشرون قضايا بين 7 يناير و 30 نوفمبر 1878.

## رئيس الطباخين

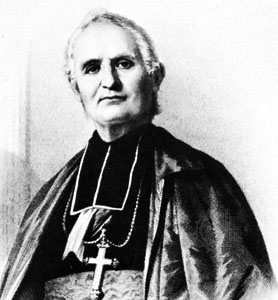
فيليكس دوبانلوب، أسقف أورليانز، الذي وجد طهي فافر «جيد بشكل شيطانيًا»

فافر، مثل غيرهم من كبار الطهاة من هذه الفترة، كان من أتباع أنتونين كاريم وقبل نظرياته الطهي بشأن المطبخ الراقي. من 1873 إلى 1879، عمل فافر في الفنادق والمطاعم في لوزان، كلارينس، فريبورغ، لوغانو، بازل، بيكس، وريجي كولم. في عام 1880، تم تعيينه لإعادة تنظيم مطابخ الفندق المركزي في برلين. أمضى ثمانية أشهر في كاسل مع الكونت بوتو زو اينولنبرغ، حاكم هسن، قبل أن يعود في النهاية إلى باريس.
تروي قصة أنه في عام 1876، كان فافر رئيس الطهاة في فندق زاهرينجن Zaehringen في فريبورج Fribourg، وأعد وجبة خفيفة لأسقف أورليانز، فيليكس دوبانلوب، والإمبراطورة إوجيني، التي كانت مسافرة متخفيةً. شملت فول-أو-فينت مع صلصة البشاميل وطبق غير معتاد من بطة محشوة الفوا جرا. بعد تناول الوجبة، أخبر الأسقف صاحب المطعم أنه لا يمكن أن يأكل بشكل أفضل في أوليمبوس، ولا شك أن الطباخ كان قادرًا ومتدينًا. قال صاحب المطعم أنه قادر بالتأكيد، وعمل دينياً. ضحك الأسقف وقال إنه يشك في ذلك، لأن ال (ـفو-أو-فنت) (vol-au-vent) كان «شيطانيًا جيدًا».
في 15 سبتمبر 1877، أطلق فافر برنامج علوم الطهي في جنيف، وهو أول مرة يقوم فيها رئيس الطهاة المحترف بإدارة مجلة. نشرت المجلة مساهمات من الطهاة، وربما بدأت مفهوم تطبيق العلم على الطهي، على الرغم من أنه قد يمر سنوات عديدة قبل أن تبدأ نظريات فن الطهي الجزيئي في الظهور. وكان فافر أول من اقترح فكرة المعارض والمسابقات الطهوية، والتي ستعرض المهارات المهنية والفنية للطهاة والطهاة. سيكون لديهم وظيفة التدريس، وسوف تكون بمثابة مؤهلات للطهاة الذين اجتازوا الاختبارات العامة. في عام 1878، أقيم أول معرض للطهي في فرانكفورت.
في عام 1879، أسس فافر «يونيفرسيل يونيفرسيل لو بروغريس دي لار كولينير»، الذي نما إلى 80 فرعًا حول العالم. كانت شركة طباخين فرنسيين المتمركزة في باريس هي القسم الرئيسي للاتحاد، وكان مقره الرئيسي. نشرت مجلة فن الطهي. في أبريل 1883، تم طرد فافر وخمسة آخرين من الاتحاد «بسبب أعمالهم العدائية في محاولة إحداث انقسام في المجتمع». تأسست فافر منافسة أكاديميا الطباخ. واصل استخدام اسم فرع باريس في يونيون يونيفرسال على الرغم من الإجراءات القانونية. ويقال إن زملاء فافر كانوا منزعجين من أنه رعى دروس الطبخ للجمهور والمحاضرات المجانية، لأنهم يعتقدون أنه كان يكشف عن أسرار محترفة.

## السنوات الأخيرة

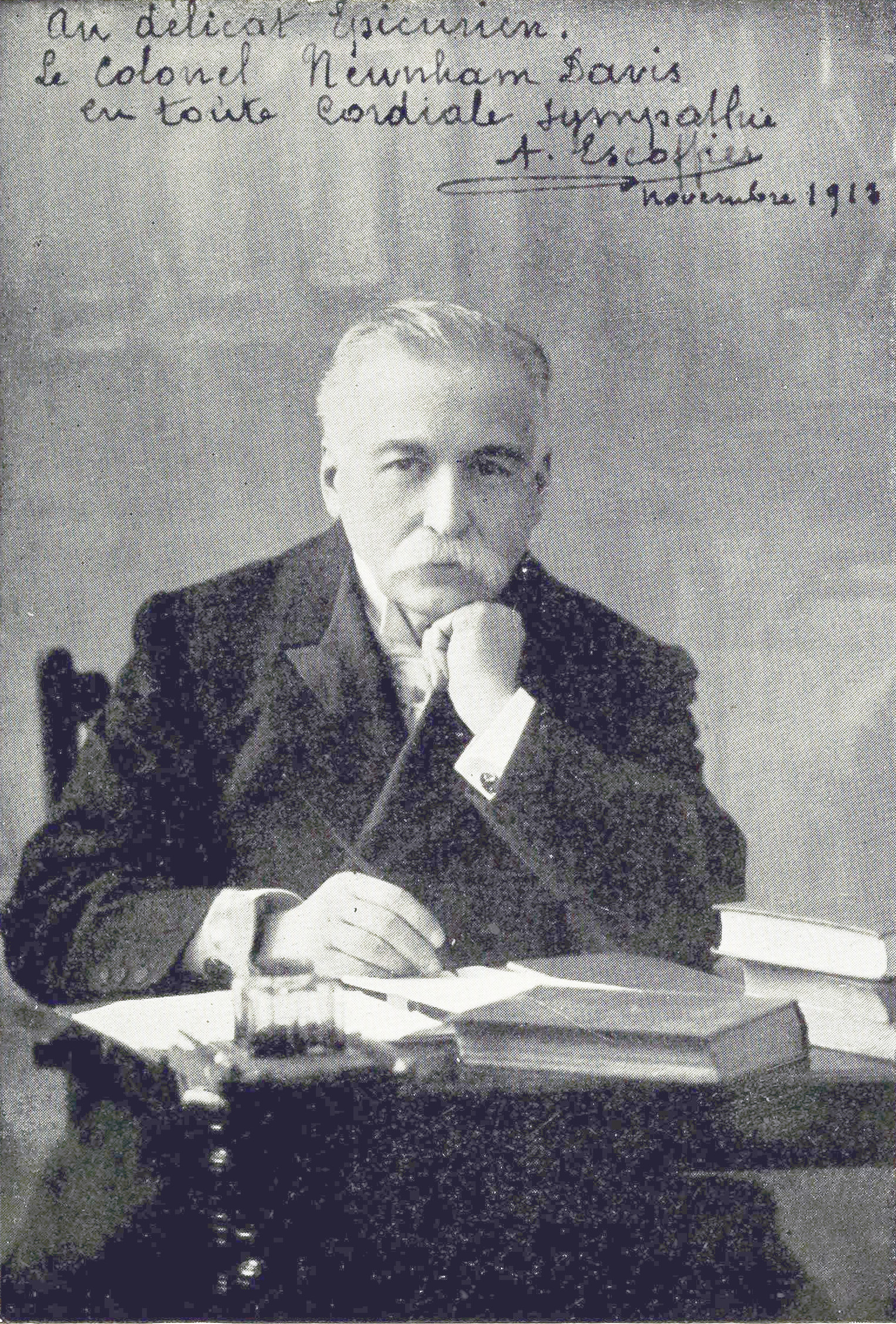
أوغسطين إسكوفير، وهو طاه وكاتب مشهور ومعجب بفافر.

تقاعد فافر إلى بولون-سور-سين، وقضى السنوات الأخيرة من حياته في إعداد قاموسه الرائع في الطهي، الذي ظهرت مقالاته الأولى في لا كولينير لا ساينس. ظهر العمل الكامل في أربعة مجلدات في عام 1895، مع هذا الإشعار إلى القارئ:
«أذهلني عددًا كبيرًا من المصطلحات والأسماء الخيالية التي أُعطيت للأطباق في قوائم المطاعم وقوائم الطعام، فقد فكرت منذ زمن طويل في هذا التصنيف على شكل قاموس، بما في ذلك أصل الكلمة والتاريخ وكيمياء الأغذية وخصائص الطبيعة الأطعمة والوصفات سيكون كتابًا مفيدًا للغاية للمجتمع».
في مؤتمر 1889، أوصى Favre بأن يتم إعطاء الفتيات الصغيرات التعليم في إعداد الأطعمة للرضع، والبالغين، وأولئك الذين في سنواتهم المتدنية، والمسنين. من خلال حفظ الطعام طازجًا ونظيفًا واتباع طرق صحية، يمكنهم استخدام الموارد الهائلة للطبيعة بدون خطر. وقال: "هناك هاوية بين جشع الرومان، الذين اضطروا إلى التقيؤ قبل أن يتمكنوا من الاستمتاع بالتمتع بالنعش الطازج، وفن الطهو الشرياني الذي تكون آثاره عسر الهضم والاضطرابات والنقرس، وعلم الطهي، الذي يهدف إلى تحقيق الصحة من خلال الطعام يحافظ على الرجولة والتطور المثمّن للقوى الحيوية ويدعم الكليات الفكرية في نزاهتها، ويجب سد هذه الفجوة، أما بالنسبة لفرنسا، فقد تم منح هذا الشرف لوضع الطهي الصحي موضع التنفيذ.
توفي جوزيف فافر في 17 فبراير 1903 في بولون سور سين. كان قد انتهى تقريبا من مراجعة قاموسه. ظهرت طبعة ثانية بعد وفاته بوقت قصير في عام 1903، أكملتها زوجته. جنبا إلى جنب مع أنتونين كاريم (1784-1833) وأوغسطين إسكوفير (1846-1935)، الذين أعجبوا به، فافر هو واحد من أشهر الأسماء في فن الطهي الفرنسي.